# Moscheea Maidan al Jazair din Tripoli
Moscheea „Maidan al Jazair” („Moscheea Pieței Algeriene”) este un lăcaș de cult din Tripoli, Libia. Edificiul a fost construit ca biserică a comunității italiene. Din anul 1970 este una din cele mai importante moschei din oraș.

## Istorie și arhitectură
În anul 1912 papa Pius al XI-lea a ridicat prefectura apostolică din Libia la rangul de Vicariat apostolic.
Istoria edificiului a început în anul 1923, când coloniștii italieni hotărăsc să construiască pentru comunitatea romano-catolică o catedrală în Maidan al Jazair sau Piața Algeriană din Tripoli. Catedrala a fost finalizată în anul 1928, cu sprijinul arhitectului Saffo Panteri, ce a proiectat clădirea în stil neo-romanic. Lăcașul avea o înălțime totală de 46 de metri și o clopotniță construită într-un stil specific bisericilor venețiene. Ca vechime, catedrala a fost al doilea lăcaș catolic construit în Tripoli, primul fiind Biserica "Santa Maria degli Angeli", construită în anul 1870 de comunitatea malteză. De asemenea, printre arhitecții care au participat la construcție s-a numărat și un libian, Othman Najim, care a proiectat decorațiunile interioare.
Catedrala a fost fondată în timpul primului mandat al lui Luigi Federzoni, ministrul italian al coloniilor, care a sporit finanțarea de stat pentru proiectele misionare catolice, ca parte a consolidării infrastructurii coloniale, în 1923. În 1923 vicar apostolic al Libiei era monseniorul Giacinto Tonizza. Construcția bisericii a fost finalizată în timpul celui de-al doilea mandat al ministrului Federzoni, în 1928, cu puțin timp înainte de a fi înlăturat din funcție. După finalizarea construcției, catedrala a fost sfințită în cinstea Sfintei Inimi a lui Isus Cristos.
În 1969, după succesul loviturii militare de stat și proclamarea Republicii Arabe Libiene, Muammar Gaddafi a ajuns la putere. La 21 iulie 1970 a fost emis un decret pentru confiscarea tuturor bunurilor italiene din țară și expulzarea coloniștilor italieni. În septembrie 1970 episcopul din Bengazi a fost expulzat, iar printre bunurile confiscate s-a numărat Catedrala Sfânta Inimă a lui Isus, folosirea ei ca moschee începând în 1970.
Începând cu anul 1990, în timpul regimului lui Muammar al-Gaddafi, și exteriorul edificiului a început să fie modificat. De-a lungul anilor au fost înlocuite multe dintre caracteristicile sale arhitecturale originale cu elemente arabe și islamice. În anul 2000 transformarea catedralei în moschee a fost definitivată. De atunci, edificiul a fost numit după președintele Gamal Abdel Nasser al Egiptului, dar până în 2013 unele surse au numit-o pur și simplu „Moscheea din Piața Alger”.